# 一只鞋
一只鞋，是中国大陆上海美术电影制片厂于1959年拍摄的的木偶戏动画作品。该片根据本片根据蒲松龄《聊斋志异》中的民间故事改编而成。讲述了老虎与疑犯公堂对峙，为人洗冤的故事。

## 剧情简介
故事根据同名川剧改编，两者都取材于蒲松龄所著《聊斋志异》第十六卷《毛大福》，作者将原著中主角改狼为虎。讲述两名毛姓老夫妻乃当地颇有名气的外科和内科医生，因为人忠厚，医术高超为相邻所敬仰。某日老两口外出行医。毛大娘帮人接生后在在主人家喝醉了酒，回家之际遭遇一只因受伤难产而性命垂危的老虎。毛大娘可怜猛虎性命垂危而巧施医术，帮助猛虎顺利产下虎宝宝。正在此时一名路过的山涧的商人在山上被无赖王七残忍杀害，被恰巧被路过的毛姓夫妇撞上，无端惹下了人命官司。这一切恰好被老虎撞上，于是老虎吊着被害人的一只鞋前去县衙，与凶手对质公堂，帮助毛姓夫妇洗刷冤屈，成功抓获了真正的凶手。